# LOVE IS A MELODY 〜D&D memorial 1st〜
『LOVE IS A MELODY 〜D&D memorial 1st〜』（ラブ・イズ・ア・メロディー ディー・アンド・ディー・メモリアル・ファースト）は、日本の女性アイドルグループ・D&Dのアルバムである。1998年3月18日発売。発売元はavex trax。

## 解説
過去にリリースされた5枚のシングル及びカップリング曲1曲が収録された初のアルバム。初回盤はステッカー封入。「LOVE IS A MELODY」以外のシングル4曲は数秒のイントロが追加され収録されている。

## 収録曲
1. IN YOUR EYES （冒頭にハミングが追加されている）
  - 作詞：鈴木計見／作曲：System"D"／編曲：安藤高弘
2. ARE YOU READY?
  - 作詞：鈴木計見／作曲・編曲：T2ya
3. BE MY LOVER
  - 作詞・作曲：G.CARIA, S.CASTAGNA, A.FERRARIS, E.SOMENZI／編曲：安藤高弘
4. SHAPE UP LOVE （冒頭に波の音が追加されている）
  - 作詞：鈴木計見／作曲・編曲：ame project
5. LOVER'S SOUL
  - 作詞：鈴木計見／作曲・編曲：迫茂樹
6. Together Forever
  - 作詞：松本理恵／作曲・編曲：ame project
7. BRAND NEW LOVE （イントロが追加されている）
  - 作詞：鈴木計見／作曲・編曲：ame project
8. MAYBE TOMORROW
  - 作詞：鈴木計見／作曲・編曲：迫茂樹
9. LOVE IS A MELODY
  - 作詞：売野雅勇／作曲：P.R.PROJECT／編曲：星野靖彦
10. SUNSHINE HERO　（イントロが追加されている）
  - 作詞：渡辺なつみ／作曲・編曲：庄野賢一
11. Remembering YESTERDAY (ALBUM VERSION)
  - 作詞：鈴木計見／作曲：ame project／編曲：寺田創一